# Філідор-великодзьоб
Філідо́р-великодзьо́б (Anabazenops) — рід горобцеподібних птахів родини горнерових (Furnariidae). Представники цього роду мешкають в Південній Америці.

## Види
Виділяють два види:
- Філідор-великодзьоб бурий (Anabazenops dorsalis)
- Філідор-великодзьоб білошиїй (Anabazenops fuscus)

## Етимологія
Наукова назва роду Anabazenops походить від сполучення наукових назв родів Anabates Temminck, 1820 (синонім роду Пію Synallaxis) i Піколезна (Xenops Illiger, 1811).